# Suite bergamasque
La Suite bergamasque è una delle più famose suite per pianoforte scritte da Claude Debussy. La composizione, iniziata intorno al 1890, fu terminata in una prima versione ai primi del 1891 e revisionata in maniera definitiva nel 1905. 

## Storia
Nei primi mesi del 1890, dopo il fallimento della Fantaisie, Debussy si dedicò soprattutto a scrivere composizioni per pianoforte solo, brani più facili da vendere viste le ristrettezze finanziarie in cui versava il musicista che dipendeva sempre dalla generosità di amici e sostenitori. Proprio alcuni di questi amici introdussero Debussy presso gli editori Fratelli Choudens, intercedendo affinché pubblicassero le opere del musicista.
Il compositore scrisse diversi "pièces de salon" velocemente, sperando e ottenendo le pubblicazioni; fra questi pezzi vi furono Tarantelle, Mazurka, Valse romantique, Ballade, Marche écossaise e Rêverie. L'unica opera scritta in questo periodo che gli Choudens non pubblicarono fu la Suite bergamasque; il 21 febbraio 1891 gli editori però pagarono 200 franchi per questa composizione, senza darla alle stampe, forse perché da loro ritenuta insolita e non molto commerciale.
Non si ha notizia di una esecuzione pubblica del lavoro; probabilmente la suite rimase in un cassetto fino al 1905 quando Debussy la revisionò con piccoli ritocchi e cambiando il titolo a due movimenti: la Promenade sentimentale divenne Clair de lune e Pavane fu mutato in Passepied.
Il titolo Suite bergamasque, con cui l'opera venne pubblicata nel mese di giugno 1905 dall'editore Fromont, non sembra alludere a legami tra la natura dei quattro movimenti e tantomeno con la bergamasca. L'opera non giustifica in alcun modo il titolo con cui la conosciamo, forse Debussy aveva intenzione di creare un lavoro unico unendo ai brani già composti anche Masques e L'isle joyeuse, scritti nel 1904, creando così un'opera ispirata alle Fêtes galantes del poeta che amava molto, Paul Verlaine, il cui Clair de lune aveva già realizzato per voce e pianoforte nel 1891. 
La suite è stata in seguito orchestrata da diversi musicisti tra i quali André Caplet, Leopold Stokowski e Lucien Cailliet.

## Struttura
La Suite bergamasque consta di quattro movimenti:
1. Prélude, Moderato (tempo rubato). Fa maggiore
2. Menuet, Andantino . La minore
3. Clair de lune, Andante très expressif. Re bemolle maggiore
4. Passepied, Allegro ma non troppo. Fa diesis minore

I primi tre movimenti includono un motivo comune
- Prélude: Fa-Mi-Fa-Mi-Re (battuta 11)
- Menuet: Sol-Fa-Sol-Fa-Mi (battuta 6)
- Clair de lune: Fa-Mib-Fa-Mib-Reb (battuta 1-2)

## Movimenti

### Prélude
Il primo movimento in Fa maggiore, che porta come indicazione "tempo rubato", è un brano ampio, animato e gioca su diversi contrasti; ha per certi versi analogie con le toccate del XVIII secolo. Dopo un accordo sforzato iniziale seguono delle serie discendenti di semicrome, ripetute dopo poche battute; la tonalità muta in seguito a minore nella parte centrale con un susseguirsi di veloci semicrome. L'armonia del brano è fortemente suggestiva e crea un'atmosfera rarefatta tipica dell'opera pianistica di Debussy. La partitura, scorrevolissima, è sempre costruita su un grande equilibrio formale.

### Menuet
Il secondo brano della Suite Bergamasque, in La minore, si riallaccia formalmente allo stile settecentesco, ma più che un minuetto qui troviamo l'impressione della danza, una rivisitazione costruita su elementi ritmici molto marcati e l'introduzione di motivi melodici dal sentore antico, ma al tempo stesso giocosi e raffinati. Il tema principale riappare più volte, ma sempre in modi differenti; la parte centrale contrastante, insolita e un po' misteriosa, è introdotta da una serie di arpeggi sostenuti. La sequenza finale riprende il ritmo intenso iniziale di accordi e di note staccate, concludendo con un glissando ascendente della mano destra.

### Clair de lune
Il terzo movimento della suite  è il celebre Clair de lune in Re bemolle maggiore, probabilmente il pezzo più noto di Debussy. Il titolo è ispirato dall'omonima lirica di Verlaine che nella sua strofa iniziale "Votre âme est un paysage choisi/ Que vont charmant masques et bergamasques" ha forse dato lo spunto al compositore per il nome dell'intera suite. Il Clair de lune appare come un brano a parte all'interno della composizione; mentre gli altri tre pezzi hanno legami e riferimenti alla musica settecentesca, questa miniatura di grande perfezione per la leggerezza degli accordi e l'atmosfera sognante sembra riunire in sé romanticismo e sfumature impressioniste.
Il brano inizia con un pianissimo in un'atmosfera evanescente, passando poi a un tempo rubato si anima leggermente, crescendo poco a poco; la musica diviene quindi più mossa e, con gli arpeggi di semicrome della mano sinistra, si giunge a un registro acuto passando, con modalità più intense, a una tonalità di Do diesis minore. Successivamente viene ripreso il motivo iniziale con leggeri arpeggi in un ppp che va morendo fino alla conclusione finale.

Il Clair de lune, dopo più di un secolo dalla sua composizione, è ancora oggi uno dei brani classici più eseguiti, trascritti, utilizzati e ascoltati.

### Passepied
Il movimento finale, il Passepied in Fa diesis minore, vuole essere un richiamo all'omonima danza nata in Bretagna nel XVI secolo simile a un vivace minuetto. Il ritorno a un clima di ispirazione settecentesca dà origine a un brano brioso e divertente espresso con arpeggi dalla mano sinistra e accordi nettamente staccati della destra. La melodia ricorda quelle delle formazioni gamelan giavanesi ascoltate e ammirate da Debussy all'Esposizione del 1889. Il gioco continuo della mano sinistra ripropone l'idea di danza d'altri tempi, sorprendentemente più veloce e nervosa rispetto a quelle omologhe settecentesche.